# Characiformes
Los characiformes son un orden de peces con escamas de agua dulce que comprende a los caracidos y demás parientes. Hay 18 familias reconocidas y más de 2200 especies descriptas, incluyendo a las pirañas, a los tetras y el notorio candiru.
Caracterizados por sus cuerpos comprimidos lateralmente, muchas especies exhiben colores vibrantes y patrones llamativos, lo que los convierte en favoritos en el comercio de acuarios. Los Characiformes son generalmente peces pequeños a medianos, aunque algunas especies pueden crecer bastante.
Estos peces son conocidos por sus dietas variadas, que pueden incluir materia vegetal, insectos y peces más pequeños, reflejando su adaptabilidad a diferentes entornos. Sus comportamientos sociales varían ampliamente, con algunas especies que muestran comportamientos de cardumen, mientras que otras son más solitarias. Los Characiformes también son ecológicamente importantes, desempeñando roles vitales en sus hábitats como depredadores y presas.
Los investigadores están especialmente interesados en los Characiformes debido a su importancia evolutiva, ya que ofrecen información sobre la diversificación de los teleósteos, el grupo más grande de vertebrados. Los esfuerzos de conservación son cada vez más cruciales, ya que muchas especies enfrentan amenazas por la pérdida de hábitat, la contaminación y la sobrepesca, lo que enfatiza la necesidad de estudiar y proteger a estos peces.

## Morfología
El orden de los caraciformes es diverso, pero la mayoría de las especies tienen forma de púa, pero no existen formas alargadas como las de las anguilas ni habitantes del fondo aplanados. Los caraciformes de América han producido formas corporales más diversas que los caraciformes africanos. Están comprendidos en el superorden Ostariophysi y por ello los caraciformes se caracterizan especialmente por el aparato de Webers, que en este caso es de construcción simple, y una serie de estructuras óseas entre la vejiga natatoria y el oído interno. Por su aspecto exterior los caraciformes recuerdan a sus parientes los Centrarchidae y a los Cyprinidae.
La mayoría de los caraciformes poseen una pequeña aleta adiposa entre la aleta dorsal y la caudal y también poseen fuertes dientes, aunque hay excepciones a ambas particularidades. Los bigotes están ausentes y el cuerpo está cubierto de escamas bien definidas redondas, escamas crestadas o escamas similares a las crestadas sólo se dan en los caraciformes rectos y en algunas especies de los Characoidei. La cabeza no posee escamas. Sólo los adultos de la especie patagónica Gymnocharacinus bergii, que tampoco tiene aleta adiposa, no tienen escamas en el cuerpo. La boca tampoco suele ser verdaderamente protráctil. Muchas especies de caraciformes son muy coloridas, muchas también plateadas.
Los dientes del maxilar superior suelen estar en el premaxilar. El maxilar no suele tener dientes o los tiene muy débiles. Además, el pterigoide y el palatino pueden ser dentados. Los dientes de la mandíbula son de varias puntas. En los Broadbillos (Curimatidae) los dientes faltan cuando son viejos. La mandíbula superior no es totalmente protuberante, las excepciones son los tetras con garrotes (Hemiodontidae] (Hemiodontidae) y el tetra barbo (Prochilodontidae). Los dientes de la boca suelen estar presentes, pero sólo son similares en el Engmaulsalmler (Anostomidae) igualmente especializados como en las carpas (Cypriniformes). Los barbos están ausentes, el número de rayos branquiales es de tres a cinco.
Los caraciformes más grandes son Hydrocynus goliath (procedente del Congo) y Salminus franciscanus y Hoplias aimara, ambos de hasta 1,2 m. El más pequeño en tamaño es de aproximadamente 1,3 cm en el characín azul pigmeo boliviano, Xenurobrycon polyancistrus. Muchos miembros están por debajo de 3 cm (1,2 plg).
Las aletas pélvicas se apoyan en cinco a doce rayos de aleta, la aleta caudal suele tener 19 rayos de aleta principales. La aleta anal es corta o moderadamente larga, con menos de 45 radios. Todas las rayas de las aletas son rayas blandas. En los machos, los rayos de la aleta anal y pélvica pueden tener pequeños ganchos. La primera hipuralia está separada de la cuerpo vertebral por un hueco. Esta brecha está ausente en la mayoría de los otros Teleostei inferiores. El línea lateral a veces está incompleto. Los tetras son physostomes, la vejiga natatoria bipartita está conectada al intestino. Sirve como órgano respiratorio adicional para algunos caraciformes depredadores (Erythrinus y Hoplerythrinus) y algunos caraciformes delgados del género Lebiasina.

## Modo de vida
Muchas especies de caraciformes se describen en la literatura como peces de cardumen. Sin embargo, la mayoría de las especies de caraciformes descritas como peces de cardumen sólo muestran un verdadero comportamiento de cardumen cuando se percibe un peligro. Sin esta influencia externa, se abandona la formación de la escuela en favor de una asociación grupal suelta con un cierto espaciamiento individual. Pueden formarse temporalmente pequeños territorios, que se delimitan y defienden mediante un comportamiento de lucha ritualizado similar al de los cíclidos. Esto y también la jerarquía observada ocasionalmente requieren que los miembros se conozcan individualmente, lo que no se corresponde con la definición del comportamiento-biológico de los verdaderos peces de cardumen. Uno de los pocos peces que realmente forman cardúmenes entre los caraciformes es el tetra de cabeza roja. (Hemigrammus bleheri).
Los tetras se alimentan como carnívoros, omnívoros o herbívoros. Entre los carnívoros se encuentran las pirañas que viven en grupos más grandes, así como los depredadores alargados como el huso y los tetra depredadores, el americano y el tetra lucio africano. La piraña de los penes (Catoprion mento), Gnathodolus bidens y Probolodus heterostomus son comedores de escamas. Los géneros Distichodontidae Belonophago, Eugnathichthys, Ichthyborus y Phago se alimentan principalmente de las aletas de otros peces. Entre los herbívoros se encuentran el Pacú Negro, el Metynnis y la especie Myleus. Sólo unos pocos caraciformes se dedican al cuidado de la cría, el desove suele depositarse en plantas. Algunos caraciformes pueden comunicarse entre sí acústicamente, con sonidos producidos por la vejiga natatoria que vibra con la ayuda de los músculos del tambor. Los sonidos del Prochilodus, similares a los de un coro, también pueden oírse fuera del agua y son utilizados por los pescadores locales para localizar los bancos de peces.

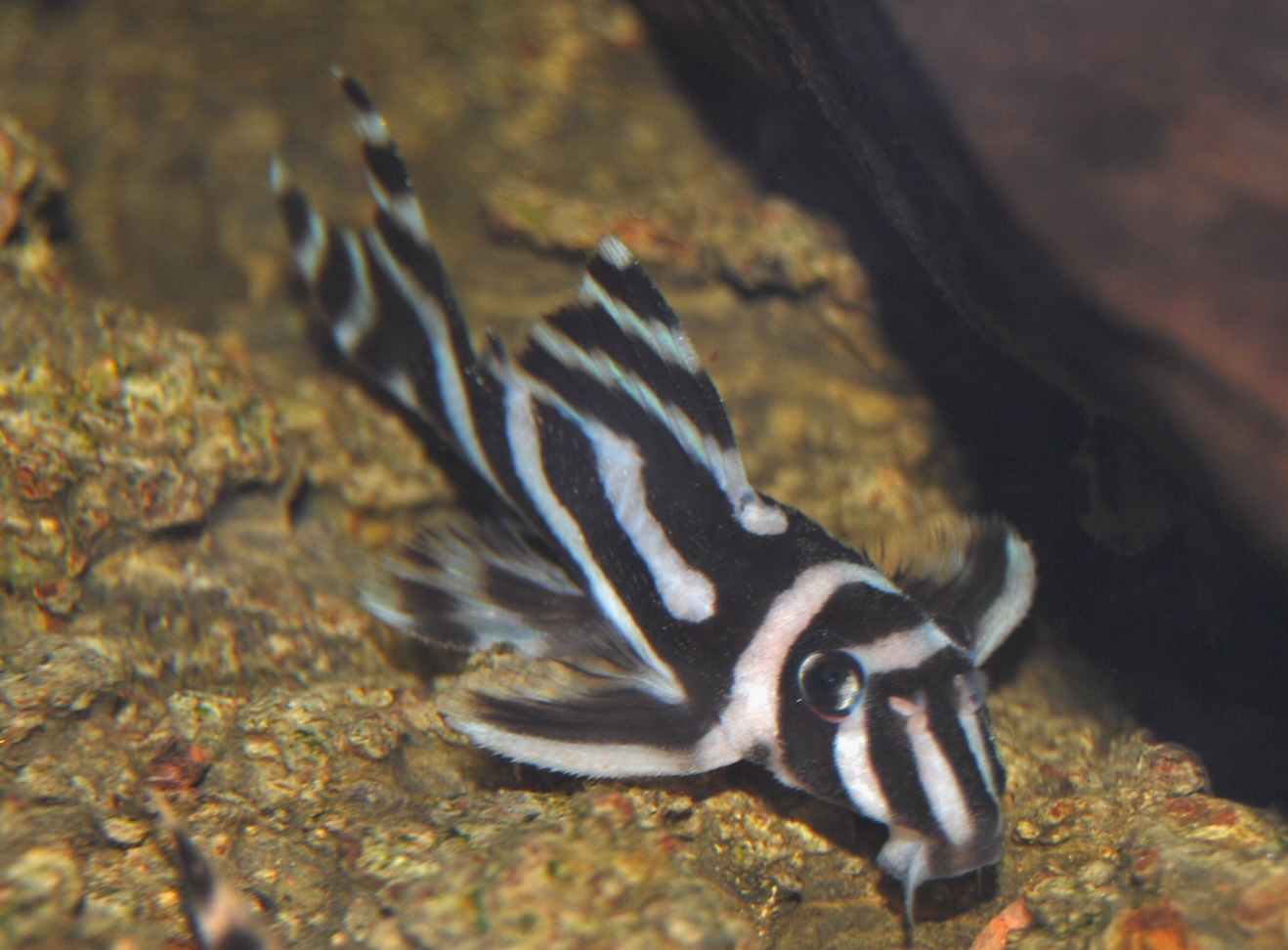
Los peces gato como el Hypancistrus zebra se encuentran entre los parientes más cercanos de los caraciformes.

## Hábitat
Los caracinos se encuentran en lagos tropicales y muchos ríos de Sudamérica, Centroamérica, y África central. Esta y otras evidencias sugieren que primero se diversificaron durante el Cretáceo, aunque hay muy poco conocimiento de fósiles. Pocos caracinos se hicieron muy grandes, y son importantes como alimento y como deporte. Muchos, son muy pequeños. Muchas especies son populares en acuarios gracias a sus brillantes colores, robustez general y tolerancia a vivir en tanques.

## Evolución
Los Characiformes probablemente se originaron y diversificaron por primera vez en el supercontinente de Gondwana Occidental (compuesto por la actual África y Sudamérica) durante el Cretácico, aunque los fósiles son poco conocidos. Durante el Cretácico se estaría formando la grieta entre Sudamérica y África, lo que podría explicar el contraste de diversidad entre ambos continentes. Su baja diversidad en África puede explicar por qué algunas familias de peces primitivos y los cipriniformes coexisten con ellos mientras que están ausentes en Sudamérica, donde estos peces pueden haberse extinguido. Los characiformes no se habían extendido en África lo suficientemente pronto como para alcanzar también la conexión terrestre entre África y Asia. Lo más pronto que podrían haberse extendido en Centroamérica fue a finales del Mioceno.

### Fósiles
Los primeros fósiles de characiformes datan del Cretácico Superior, en torno al Santoniense. Otros dientes fósiles datan del Cenomaniense de Marruecos, pero se ha sugerido que estos dientes podrían ser de ginglymodianos tempranos.  Anteriormente, se suponía que el characiforme más antiguo era Santanichthys del Cretácico Temprano (Albiano) de Brasil. Este taxón presumiblemente marino se utilizó como prueba de que los characiformes podían tener orígenes marinos. Sin embargo, estudios más recientes indican que Santanaichthys es probablemente un otophysan basal más que un characiforme. Del mismo modo, Salminops de España y Sorbinicharax de Italia, que anteriormente también se consideraban posibles characiformes marinos, ahora se cree que no tienen afinidades characiformes y se consideran teleósteos indeterminados. Dado esto, no hay apoyo paleontológico para que los characiformes tengan orígenes marinos. 
Los fósiles de characiformes del Cretácico Superior son únicos y se encuentran significativamente al norte de su distribución moderna. Se conocen dientes characiformes indeterminados del Santoniense de Hungría y del Maastrichtiense de Francia, que tienen un aspecto grande y multicuspípedo que recuerda a los aléstidos africanos.  Del mismo modo, dos géneros Campaniense de characiformes de agua dulce, Primuluchara y Eotexachara' Primuluchara tiene una distribución muy amplia en Laramidia, desde Texas hasta el sur de Canadá (Formación Dinosaur Park). Es probable que las condiciones más cálidas del Cretácico Superior permitieran a los primeros characines extenderse más al norte que en la actualidad, con characines africanos colonizando Europa y characines sudamericanos colonizando Norteamérica.  Los primeros characines pueden haber tenido algún nivel de tolerancia a la sal, lo que permitió que tales colonizaciones tuvieran lugar.
Dentro de su distribución moderna, varias familias modernas de characinos sudamericanos tienen sus primeras apariciones en el Maastrichtiano de Bolivia, con dientes aislados y elementos esqueléticos identificables con Acestrorhynchidae, Characidae, y Serrasalmidae.

## Sistemática
Originalmente los caracinos estaban agrupados en una sola familia, los Characidae, e incluidos en los Cypriniformes. Luego alrededor de 15 familias se han separado. La clasificación varía según autores y parece que Characidae es aún polifilético.
Según FishBase el orden tendría las siguientes familias:
- Acestrorhynchidae
- Alestidae
- Anostomidae
- Characidae - carácidos o tetras, con varias subfamilias:
  - Subfamilia Agoniatinae
  - Subfamilia Aphyocharacinae
  - Subfamilia Bryconinae
  - Subfamilia Characinae
  - Subfamilia Cheirodontinae
  - Subfamilia Clupeacharacinae
  - Subfamilia Glandulocaudinae
  - Subfamilia Iguanodectinae
  - Subfamilia Rhoadsiinae
  - Subfamilia Serrasalminae - antes clasificado en la familia Serrasalmidae
  - Subfamilia Stethaprioninae
  - Subfamilia Tetragonopterinae
- Chilodontidae
- Citharinidae
- Crenuchidae
- Ctenoluciidae
- Curimatidae
- Cynodontidae
- Erythrinidae
- Gasteropelecidae
- Hemiodontidae
- Hepsetidae
- Lebiasinidae
- Parodontidae
- Prochilodontidae